# Zsófia Dolník-Domány
Zsófia Dolník-Domány (* 8. September 1988 in Senta, Vojvodina, Jugoslawien als Zsófia Domány) ist eine ungarisch-serbische Schachspielerin. Bis zum September 2004 spielte sie für den Schachverband von Serbien und Montenegro, seitdem für den ungarischen Schachverband.
Mit der ungarischen U18-Nationalmannschaft der weiblichen Jugend gewann sie, am zweiten Brett spielend, die Europameisterschaft 2006 in Balatonlelle. Beim Mitropa Cup der Frauen 2007 in Szeged spielte sie am ersten Brett der Mannschaft Ungarn D, also der vierten ungarischen Frauennationalmannschaft.
Vereinsschach spielt sie in Ungarn für die erste Mannschaft von Makói Spartacus Vasas Sportegyesület aus Makó, in der Slowakei für ŠO EuroPRESS Bátorove Kosihy, einem Verein aus Bátorove Kosihy (ungarisch Bátorkeszi), einer Stadt in der Slowakei mit ungarischer Bevölkerungsmehrheit. In der Division 3 der britischen Four Nations Chess League (4NCL) spielte sie in der Saison 2005/06 für den Verein Slough Sharks aus Slough.
Seit November 2008 trägt sie den Titel Internationaler Meister der Frauen (WIM). Die Normen hierfür erzielte sie bei zwei Caissa-IM-Turnieren (im September 2005 und August 2007) in Kecskemét sowie in der ungarischen Mannschaftsmeisterschaft 2007/08. Ihre Elo-Zahl beträgt 2175 (Stand: Juli 2022), ihre bisher höchste war 2215 im September 2011.